# Phascolion abnorme
Phascolion abnorme är en stjärnmaskart som beskrevs av W. Fischer 1895. Phascolion abnorme ingår i släktet Phascolion och familjen Phascoliidae. Inga underarter finns listade i Catalogue of Life.